# Erebus albiangulata
Erebus albiangulata là một loài bướm đêm trong họ Erebidae.